# Álvaro Anchuelo
Álvaro Anchuelo Crego (Madrid, 4 de junio de 1964) es un economista, profesor y político español. Desde las elecciones generales de 2011 hasta mayo de 2015 fue diputado por Unión Progreso y Democracia.

## Biografía
Licenciado en Ciencias Económicas y Empresariales por la Universidad Complutense de Madrid en 1987 con nota media de sobresaliente, dos años más tarde obtuvo un máster en Economía por la Universidad de Warwick, para finalmente alcanzar, en 1993, el título de Doctor en Ciencias Económicas y Empresariales por la Universidad Complutense de Madrid con la calificación de apto cum laude por unanimidad. También realizó estudios de investigación en la Universidad de Southampton y el London Business School entre 1989 y 1991.
Posteriormente fue profesor de Estructura Económica de España en la Universidad Europea de Madrid entre 1991 y 1992, en la Universidad de Salamanca entre 1993 y el 2000,  Catedrático de Economía Aplicada en esta última entre el 2000 y 2001, profesor del Curso Superior de Integración Económica Europea - Cátedra Jean Monnet de la  Universidad de Salamanca entre 1995 y el 2000, y profesor visitante en la Universidad de Belgrano en 1994.
Actualmente, y desde 2001, es profesor de Economía Aplicada en la Universidad Rey Juan Carlos de Madrid, así como director del departamento que imparte esa asignatura en dicha universidad. También es profesor de integración monetaria europea y miembro del Comité Académico del Doctorado en integración económica y monetaria de Europa en la Fundación Ortega y Gasset desde 1994. Asimismo, escribe habitualmente en Cotizalia, suplemento económico del diario digital El Confidencial.
Como parte de su carrera política, ha participado activamente en Unión Progreso y Democracia  (UPyD) desde su fundación, primero como presidente del Grupo de Economía y más tarde también dentro del Consejo Político. Desde julio de 2009 trabaja en las iniciativas parlamentarias en el área económica del partido. En las elecciones generales del 20 de noviembre de 2011 fue elegido diputado en el Congreso de los Diputados, donde ejerció de portavoz de UPyD en las comisiones de Economía y Competitividad, Hacienda y Administraciones Públicas, Empleo y Seguridad Social, Presupuestos y Seguimiento y Evaluación de los Acuerdos del Pacto de Toledo. Estaba así mismo adscrito a las comisiones de Fomento e Industria, Energía y Turismo.
Álvaro Anchuelo forma parte del consejo de Isolux Corsán desde que la compañía designó a Nemesio Fernández-Cuesta Luca de Tena presidente tras la dimisión del anterior consejo de administración.

## Obras
- Consecuencias económicas del euro, Ed. Civitas, 1998.
- La economía edificada sobre arena (junto a Miguel Ángel García Díez), Esic Editorial, 2009.
- Propuestas de política económica (VV.AA.), Fundación Progreso y Democracia, 2011.